# Rumänische Eishockeyliga 1973/74
Die Saison 1973/74 war die 44. Spielzeit der rumänischen Eishockeyliga, der höchsten rumänischen Eishockeyspielklasse. Meister wurde zum insgesamt 14. Mal in der Vereinsgeschichte Steaua Bukarest.

## Modus
Zunächst absolvierten die acht Mannschaften eine gemeinsame Hauptrunde. Anschließend wurde eine Final- bzw. Abstiegsrunde durchgeführt. Für einen Sieg erhielt jede Mannschaft zwei Punkte, bei einem Unentschieden gab es einen Punkt und bei einer Niederlage null Punkte.

## Hauptrunde

### Tabelle
|    | Klub                      | Sp | S  | U | N  | T   | GT  | Punkte |
| -- | ------------------------- | -- | -- | - | -- | --- | --- | ------ |
| 1. | Steaua Bukarest           | 14 | 13 | 1 | 0  | 121 | 13  | 27     |
| 2. | Dinamo Bukarest           | 14 | 12 | 1 | 1  | 159 | 28  | 25     |
| 3. | SC Miercurea Ciuc         | 14 | 9  | 0 | 5  | 65  | 52  | 18     |
| 4. | CSM Dunărea Galați        | 14 | 5  | 3 | 6  | 55  | 52  | 13     |
| 5. | Agronomia Cluj            | 14 | 6  | 1 | 7  | 52  | 81  | 13     |
| 6. | IPGG Bukarest             | 14 | 3  | 2 | 9  | 41  | 90  | 8      |
| 7. | Târnava Odorheiu Secuiesc | 14 | 2  | 1 | 11 | 44  | 134 | 5      |
| 8. | Liceul Miercurea Ciuc     | 14 | 1  | 1 | 12 | 34  | 121 | 3      |

Sp = Spiele, S = Siege, U = Unentschieden, N = Niederlagen

## Finalrunde
|    | Klub               | Sp | S  | U | N  | T   | GT  | Punkte |
| -- | ------------------ | -- | -- | - | -- | --- | --- | ------ |
| 1. | Steaua Bukarest    | 18 | 14 | 2 | 2  | 99  | 32  | 30     |
| 2. | Dinamo Bukarest    | 18 | 14 | 2 | 2  | 123 | 45  | 30     |
| 3. | SC Miercurea Ciuc  | 18 | 4  | 0 | 14 | 56  | 126 | 8      |
| 4. | CSM Dunărea Galați | 18 | 2  | 0 | 16 | 46  | 121 | 4      |

Sp = Spiele, S = Siege, U = Unentschieden, N = Niederlagen

## Abstiegsrunde
|    | Klub                      | Sp | S  | U | N  | T  | GT | Punkte |
| -- | ------------------------- | -- | -- | - | -- | -- | -- | ------ |
| 5. | Agronomia Cluj            | 18 | 14 | 0 | 4  | 89 | 56 | 28     |
| 6. | IPGG Bukarest             | 18 | 9  | 2 | 7  | 64 | 60 | 20     |
| 7. | Liceul Miercurea Ciuc     | 18 | 5  | 3 | 10 | 47 | 75 | 13     |
| 8. | Târnava Odorheiu Secuiesc | 18 | 4  | 3 | 11 | 64 | 93 | 11     |

Sp = Spiele, S = Siege, U = Unentschieden, N = Niederlagen